# 貝爾城 (密蘇里州)
貝爾城（英語：Bell City）是位於美國密蘇里州斯托達德縣的城市。

## 人口
根據2020年美國人口普查的數據，貝爾城的面積為1.44平方千米，當中陸地面積為1.43平方千米，而水域面積為0.01平方千米。當地共有人口464人，而人口密度為每平方千米322人。